# 社会主义工人联盟

社会主义工人联盟标志

社会主义工人联盟（羅馬化：Sosialistikí Ergatikí Omospondía，Federasion Sosialista Lavoradera）是奥斯曼帝国萨洛尼卡州的一个社会主义组织。
1909年7月24日，一个名为“塞萨洛尼基工人联盟”的犹太社会主义工人俱乐部，与保加利亚社会民主团体（即“紧密派”）合并，成立“联盟”，后定名为“社会主义工人联盟”。该组织的领导人是阿夫拉姆·贝纳罗亚。该组织试图将萨洛尼卡（今希腊塞萨洛尼基）不同民族的工人团结到一个统一的工人运动中。该组织曾加入国际社会主义委员会。1918年，该组织并入希腊社会主义工人党。